# Златни глобус за најбољег споредног глумца у серији, мини-серији или ТВ филму

## Добитници
- 1971: Џејмс Бролин, Marcus Welby, M.D.
- 1972: Ед Азнер, The Mary Tyler Moore Show
- 1973: Џејмс Бролин, Marcus Welby, M.D.
- 1974: Маклејн Стивенсон, M*A*S*H
- 1975: Харви Корман, The Carol Burnett Show
- 1976: Ед Азнер, The Mary Tyler Moore Show и Тим Конвеј, The Carol Burnett Show (поделили награду)
- 1977: Ед Азнер, Rich Man, Poor Man
- 1978: Није додељивана
- 1979: Норман Фел, Three's Company
- 1980: Вик Тејбек, Alice и Дени Девито, Taxi (поделили награду)
- 1981: Вик Тејбек, Alice и Пат Харингтон, One Day at a Time (поделили награду)
- 1982: Џон Хилерман, Magnum P.I.
- 1983: Лајонел Стандер, Hart to Hart
- 1984: Ричард Кајли, The Thorn Birds
- 1985: Пол Ле Мат, The Burning Bed
- 1986: Едвард Џејмс Олмос, Miami Vice
- 1987: Јан Никлас, Anastasia: The Mystery of Anna
- 1988: Рутгер Хауер, Escape From Sobibor
- 1989: Бари Боствик, War and Remembrance и Џон Гилгуд, War and Remembrance (поделили награду)
- 1990: Дин Стоквел, Quantum Leap
- 1991: Чарлс Дернинг, The Kennedys of Massachusetts
- 1992: Луј Госет млађи, The Josephine Baker Story
- 1993: Максимилијан Шел, Stalin
- 1994: Бо Бриџиз, The Positively True Adventures of the Alleged Texas Cheerleader-Murdering Mom
- 1995: Едвард Џејмс Олмос, The Burning Season
- 1996: Доналд Садерланд, Citizen X
- 1997: Ијан Макелен, Rasputin
- 1998: Џорџ К. Скот, 12 Angry Men
- 1999: Грегори Пек, Moby-Dick и Дон Чидл, The Rat Pack (поделили награду)
- 2000: Питер Фонда, The Passion of Ayn Rand
- 2001: Роберт Дауни млађи, Ally McBeal
- 2002: Стенли Тучи, Conspiracy
- 2003: Доналд Садерланд, Path to War
- 2004: Џефри Рајт, Angels in America
- 2005: Вилијам Шатнер, Boston Legal
- 2006: Пол Њуман, Empire Falls
- 2007: Џереми Ајронс, Elizabeth I
- 2008: Џереми Пивен, Entourage
- 2009: Том Вилкинсон, Џон Адамс
- 2010: Џон Литгоу, Декстер
- 2011: Крис Колфер, Гли
- 2012: Питер Динклиџ, Игра престола
- 2013: Ед Харис, Промена игре
- 2014: Џон Војт, Реј Донован
- 2015: Мет Бомер, Нормално срце
- 2016: Кристијан Слејтер, Господин Робот
- 2017: Хју Лори, Ноћни менаџер
- 2018: Александер Скарсгорд, Невине лажи
- 2019: Бен Вишо, Веома енглески скандал
- 2020: Стелан Скарсгорд, Чернобиљ
- 2021: Џон Бојега, Мала секира
- 2022: О Јонг-су, Игра лигње
- 2023: Тајлер Џејмс Вилијамс, Основна школа Абот и Пол Волтер Хаузер, Црна птица
- 2024: Метју Макфадјен, Наследници
- 2025: Таданобу Асано, Шогун